# Марија Пушић
Марија Пушић (Београд, 21. август 1926 — Београд, 17. април 2004) била је српска историчарка уметности и ликовна критичарка.

## Биографија
Дипломирала је 1952. године Историју уметности на Филозофском факултету Универзитета у Београду. Радила је на Коларчевом народном универзитету, у филмском предузећу УФУС, а од 1959. до 1985. и у Музеју савремене уметности у Београду као кустос збирке графика, кустос збирке скулптура, шеф Одељења уметничке документације. Била је управник Музеја од 1980. до 1985. године.
Ликовном критиком се бавила од 1953. године. Писала је за Радио Београд, дневне новине „Ослобођење“, (Сарајево, 1960—1967), „Вјесник“, (Загреб, 1967—1972) итд., и часописима „Република“ и „Уметност“ од 1965, као и предговоре за каталоге уметничких изложби. Написала је бројне студијске текстове о српској и југословенској ликовној уметности.
Била је члан Међународног удружења уметничких критичара - AICA.

## Критике (избор)
- 1959. Преглед најновијих остварења и стремљења, Нови лист, 9. август, pp. 4, Ријека
- 1960. Нова скулптура, Ослобођење, 21. фебруар, Сарајево
- 1962. Графика Михаила С. Петрова, Ослобођење, Сарајево
- 1964. Појава фантастике, Ослобођење, 12. април, Сарајево
- 1964. Поезија у дрвету - Ристо Стијовић, Ослобођење, 10. мај, Сарајево
- 1965. Ретроспектива Воје Димитријевића у Београду, Ослобођење, 14. март, Сарајево
- 1965. Оданост поетским и мисаоним вриједностима - Милена Павловић Барили, Ослобођење, 28. март, Сарајево
- 1965. Драматични звук времена. Размишљања над црним хумором Радомира Рељића, Ослобођење, 18. април, Сарајево
- 1965. Облици нове фигурације - Бата Михаиловић, Ослобођење, 23. мај, Сарајево
- 1966. Зора Петровић, Уметност, бр. 5, pp. 106, Београд
- 1966. Иван Табаковић, Уметност, бр. 7, pp. 27-46, Београд
- 1967. Елементарна снага форме и боје. Ретроспективна изложба Петра Лубарде, Вијесник, 8. јун, Загреб
- 1968. „Дивља“ сликарска природа, ретроспективна изложба Јована Бијелића, Вијесник, 3. јун, Загреб
- 1970. Зоран Павловић, Уметност, бр. 22, pp. 195-196, Београд
- 1977. Миодраг Б. Протић, Уметност, бр. 51, pp. 63, Београд

## Предговори каталога (избор)
- 1965. Милија Глишић, Коларчев народни универзитет, Београд
- 1965. Југословенска графика 20. века, Музеј саввремене уметности, Београд
- 1967. V bijenale mladih u Parizu, Musée d'Art Moderne de la Ville de Paris, Paris
- 1967. Стојан Ћелић, ретроспективна изложба, Модерна галерија, Љубљана, Narodni galerie v Praze, Prag
- 1969. Критичари су изабрали, Културни центар Београда, Београд
- 1971. Критичари су изабрали, Културни центар Београда, Београд
- 1975. Српска скулптура 1880-1950, у Југословенска скулптура 1880-1950, Музеј савремене уметности, Београд
- 1976. Fantastische Kunst van Belgrado, Galerie Pulchri Studio, Hag
- 1977. V београдски трујенале југословенске ликовне уметности, Музеј савремене уметности, Београд
- 1982. Миодраг Б. Протић, ретроспективна изложба, Музеј савремене уметности, Београд
- 1983. Стојан Ћелић, ретроспктивна изложба, Музеј савремене уметности, Београд
- 1987. Олга Јанчић, ретроспкетивна изложба, Музеј савремене уметности, Београд
- 1990. Марко Крсмановић, ретроспкетивна изложба, Музеј савремене уметности, Београд